# George Farm
George Neil Farm, couramment appelé George Neil Farm, est un footballeur international puis entraîneur écossais, né le 13 juillet 1924, à Slateford (en), Édimbourg et mort le 18 juillet 2004 . Évoluant au poste de gardien de but, il est particulièrement connu pour ses saisons à Blackpool.
Il compte 10 sélections en équipe d'Écosse.

## Biographie

### Carrière en club
Natif de Slateford (en), Édimbourg, il est formé dans le club d'Armadale Thistle (en) avant de s'engager pour Hibernian en 1947. Mais le gardien titulaire des Hibs était à l'époque Jimmy Kerr (en), et Farm n'a pu jouer que 7 matches dans sa première saison. Il se mit alors d'accord avec Hibernian pour pouvoir s'engager gratuitement à Blackpool, en première division anglaise.
Il joua son premier match avec son nouveau club le 18 septembre 1948 pour un match nul à domicile contre Bolton Wanderers, prenant la place de l'ancien gardien titulaire Joe Robinson (en) alors dans une mauvaise période. Cet essai fut tellement concluant que Joe Robinson (en) ne fut plus titularisé à Blackpool et que George Farm enchaîna pas moins de 111 matches de championnat consécutifs. Son record fut interrompu car il manqua le match de championnat le 18 octobre 1952 contre Tottenham Hotspur (perdu 4-0 avec Harry Sharratt (en) dans les cages) car il disputait son premier match international le même jour avec l'équipe d'Écosse contre le pays de Galles en British Home Championship.
George Farm disputa par ailleurs la totalité des 47 matches de FA Cup joués par Blackpool entre 1949 et 1960, avec notamment la finale victorieuse en 1953.
Le 29 octobre 1955, George Farm devint l'un des rares gardiens de but a marqué un but en match officiel. Lors d'un match conclu par une défaite 6-2 contre Preston North End, il se blessa à l'épaule et échangea sa place dans les buts avec l'attaquant Jackie Mudie. Positionné sur le champ, il inscrivit le premier but du match de la tête. Durant cette saison 1955-56, Blackpool termina à la 2e place du championnat derrière Manchester United, ce qui constitue la meilleure place de l'histoire de Blackpool.
En février 1960, à l'âge de 35 ans, après plus de 500 matches officiels (dont 461 en championnat) pour Blackpool, il retourna en Écosse en signant pour Queen of the South sous la direction de Jimmy McKinnell, Jr. (en). Dès la saison suivante, il remplaça Jimmy McKinnell, Jr. (en) en devenant joueur-entraîneur du club pour 3 saisons.
Sous sa direction, Queen of the South obtient la promotion pour la première division à la suite de leur seconde place en deuxième division à l'issue de la saison 1961-62. Après la 1962-63 où Queen of the South se maintient sans trop de difficulté, la 1963-64 débuta assez mal et, en janvier 1964, George Farm fut renvoyé de son poste d'entraîneur par le président du club, Willie Harkness.
Ce renvoi fut mal accueilli par les supporteurs du club et critiqué par la presse. Willie Harkness qui avait d'abord déclaré que George Farm et le club s'étaient séparés d'un commun accord, le président a ensuite rectifié qu'il s'agissait bien d'une rupture de contrat par le club qui avait relevé George Farm de ses fonctions d'entraîneur. Le club décida néanmoins de conserver George Farm dans leur effectif en tant uniquement que gardien de but malgré son renvoi comme entraîneur et malgré le fait qu'Allan Ball (en) avait suppléé George Farm comme gardien titulaire du club depuis déjà quelque temps. À la fin de 1963-64, il mit alors un terme définitif à sa carrière de joueur pour se consacrer uniquement à son nouveau rôle d'entraîneur.
Il fut alors engagé comme entraîneur de Raith Rovers avec qui il réussit à obtenir la promotion en première division pour la saison 1967-68. Il fut alors nommé à la tête de Dunfermline Athletic avec qui il remporta la Coupe d'Écosse en 1968 et réalisa un grand parcours en Coupe d'Europe des vainqueurs de Coupe atteignant les demi-finales en 1968-69, ce qui reste la meilleure performance européenne de l'histoire du club.
Il repartit pour une nouvelle aventure à la tête des Raith Rovers entre 1971 et 1974, où il se retira définitivement du milieu du football. Il s'essaya alors au journalisme et au commentaire sportif, et devint même quelque temps gardien de phare.

### Carrière internationale
George Farm reçoit 10 sélections en faveur de l'équipe d'Écosse. Il joue son premier match le 18 octobre 1952, pour une victoire 2-1, au Ninian Park de Cardiff, contre le pays de Galles en British Home Championship. Il reçoit sa dernière sélection le 3 juin 1959, pour une défaite 0-1, à l'Estádio da Luz de Lisbonne, contre le Portugal en match amical. Il connut une période de plus de 5 ans entre sa 7e sélection le 3 avril 1954 et sa 8e le 6 mai 1959.
Il participe avec l'Écosse aux éliminatoires de la Coupe du monde 1954 (sans participer à celle-ci) et au British Home Championship de 1953.

## Palmarès

### Comme joueur
- Blackpool :
  - Vainqueur de la FA Cup en 1953

### Comme joueur-entraîneur
- Queen of the South :
  - Promotion en première division écossaise en 1962

### Comme entraîneur
- Raith Rovers :
  - Promotion en première division écossaise en 1967

- Dunfermline Athletic :
  - Vainqueur de la Coupe d'Écosse en 1968